# Lanònima Imperial

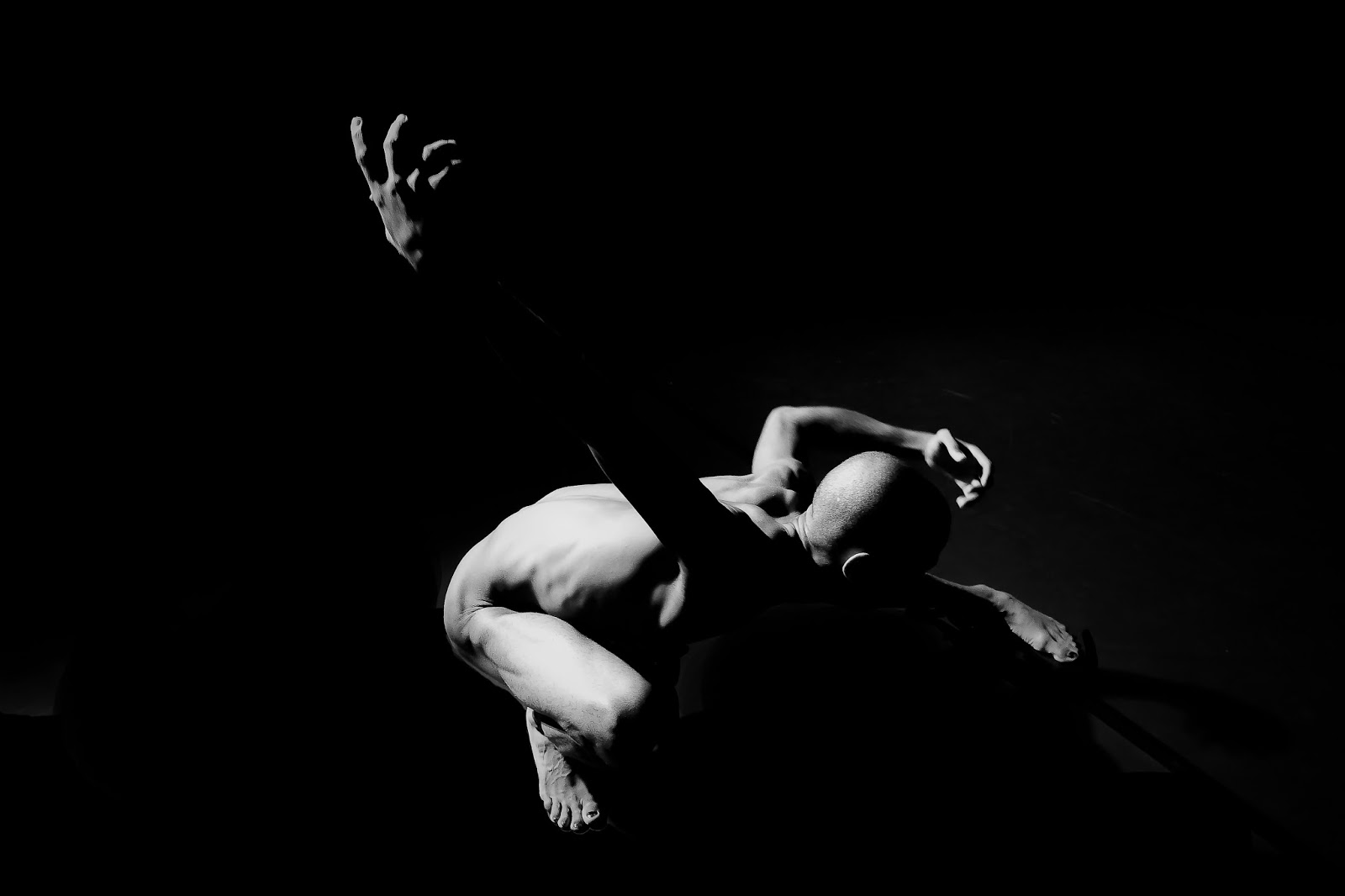
Yester a l'ombra.

Lanònima Imperial va ser una companyia de dansa contemporània creada i dirigida per Juan Carlos García. Va a estar 25 anys activa (1986-2011).
Fundada l'any 1986 aquesta companyia es va caracteritzar per una clara vocació de provocació poètica de fortes arrels experimentals. Amb una forte investigació en el moviment, al llarg de la seva carrera les coreografies de la companyia s'han pogut veure no només a Espanya, sinó també al voltant de 40 països d'Europa, Nord-amèrica i Sud-amèrica, Asía i Orient mitja.
Va col·laborar amb importants músics de Barcelona, com Joan Saura, Xavier Maristany, Xavier Navarrete, Claudio Zulian, Jorge Serraute, Pablo Mainetti.
Escenògrafs com José Menchero, Jordi Roig, Pep Montoya, vídeo artistes com Lawrence Wallen o Agus García i l’artista plàstica fincada a Madrid Paloma Navares.
Va començar la seva trajectòria amb “Eppur si muove”, guanyant el primer premi del concurs Tortola València de la Diputació de Barcelona. Amb el seu segon espectacle “Castor i Pollux”, es va donar a conèixer internacionalment, presentant-se en el mateix cadre que la Merce Cunningham Dance Company, una de les grans referents històriques de la dansa del món. Desde llavors va tenir una forta projecció internacional.
El 1991 la companyia fou guardonada amb el Premi Ciutat de Barcelona d'Arts escèniques per l’espectacle Affanyat a poc a poc, i el 2000, amb el Premi Nacional de Dansa concedit per la Generalitat de Catalunya per l’espectacle La nit Transfigurada, el Premi Butaca al millor espectacle de dansa per Liturgia de Sueño y fuego, i per l’espectacle La nit ferida per el raig. També va rebre premis internacionals a Zagreb per Affanyat a poc a poc, e Israel al concurs internacional Susanne Dellal, per Eco de silenci.
Des-de la seva creació a l’any 86, fins a la seva ultima producció a l’any 2011, va posar en escena mes de 35 creacions coreogràfiques, vídeos, i projectes multidisciplinaris varis, moltes col·laboracions amb ballets i companyes de Dansa nacionals e internacionals, con Ballet de Zaragoza, Maggio dansa Fiorentino, Deutsches Oper Ballet, la Komische Oper Ballet, Gulbelkian Ballet, Gregor Seyffert Company, Itzik Gallili Company o Wales Dance Company.
Va coproduir les seves peces en importants centres de dansa i festivals de tot Europa. Com el Sitges Teatre Internacional, Vooruit de Gent. Festival Roma-Europa, Festival de tardor de Barcelona, Teatre Contemporaine de la Danse, Quartz de Brest, Mercat de les Flors, Holland Danse Festival, ZKM Zagreb, Sarajevo Festival, Holland Festival, Festival Grec, Fòrum Barcelona 2004, Centro Nacional de Nuevas Tendèncias Escènicas, Dresden Musik Festival, Ludwigshafen Oper Hause, Oriente-Occidente Festival Rovereto, Teatre Nacional de Catalunya, Iberescena, Teatro Arriaga, Valladolid Escena, entre d'altres.